# Chiesa di Sant'Olav (Vormsi)
La chiesa di Sant'Olav (in Estone: Ormsö S:t Olafs Kyrka) è la chiesa luterana dell'isola di Vormsi, in Estonia.

## Storia e caratteristiche
Anche se l'isola di Vormsi è menzionata per la prima volta in un documento storico datato 1391, la parte più antica della chiesa, ovvero l'altare medioevale, fu costruito intorno al 1270, nello stesso periodo della cattedrale di Haapsalu. Ciò è dimostrato da una serie di dettagli e tecniche di costruzione in uso all'epoca. È certo che la prima versione della chiesa fosse in legno, ma non è stato possibile scoprire la data esatta di edificazione. Tuttavia un documento del 1596 testimonia che il fondatore della chiesa fu il Re di Danimarca. L'unico sovrano danese in Estonia in tempi antichi fu Valdemar II, che giunse qui nel 1219 nel corso di una crociata. Per questo motivo il 1219 è considerato il probabile anno di costruzione dell'antica chiesa in legno.
La sala dove è posizionato l'altare presenta una volta medievale affrescata, unica in tutta l'Estonia. Dalla croce solare posta sulla sommità della volta emergono quattro nastri che terminano in una loto. Le siepi a volta presentano motivi a stella, grandi fiori di giglio e tralci di vite. 
C'è una piccola finestra nella parete sud della sala dell'altare chiamata spioncino. Attraverso di essa prendevano parte alla messa coloro a cui non era permesso entrare in chiesa, cioè i malati di malattie infettive (ad esempio i lebbrosi) o coloro che erano stati espulsi dalla congregazione. 
Nella sala dell'altare si trova anche una copia della scultura lignea medievale (seconda metà del XIV secolo) "La Vergine Maria nel letto del bambino", il cui originale fu portato in Svezia nel 1944. Attualmente questi reperti della chiesa di Vormsi sono depositati nel Museo della chiesa di San Michele a Tallinn.
Dopo il completamento della sala del coro e fino alla guerra di Livonia, la chiesa aveva un aspetto piuttosto strano: il lato ovest era un edificio in legno relativamente stretto e più basso, e il lato est era un altare in pietra più alto. Tuttavia all’epoca non c’era nulla di straordinario: molte chiese medievali in riva al Mar Baltico furono costruite in questo modo.
Durante la guerra di Livonia, nell'inverno del 1575, le truppe dello zar russo saccheggiarono l'isola di Vormsi. Probabilmente proprio allora il vecchio edificio in legno della chiesa fu distrutto. Balthasar Russow parla di questa spedizione di saccheggio nella sua "Cronaca livoniana".
Per mezzo secolo dopo la guerra e la peste della chiesa probabilmente rimase solo la sala dell'altare saccheggiata. Ci è voluto del tempo per riprendersi dagli effetti della guerra devastante.
Nel 1632 fu completata la nuova lunga costruzione della chiesa, e con essa il santuario assunse la forma attuale.

## Cimitero
Il cimitero di Vormsi, situato accanto alla chiesa, è uno dei più singolari in Estonia e unico al mondo grazie alle numerose croci solari ben conservate.
Posizionato all'interno di un bosco, il cimitero è circondato da un muro di pietra. Al suo interno sono presenti croci di pietra, croci forgiate e fuse, croci di legno. Le antiche croci del sole dominano la parte a sud della strada mediana del cimitero.